# HD 62555
HD 62555，又名CD-25 4966，SAO 174395、HR 2992，是一颗恒星，视星等为6.55，位于銀經241.37，銀緯-0.85，其B1900.0坐标为赤經7h 39m 29s，赤緯-25° -0.85′ 54″。